# Survival
Az Survival egy roots reggae album a Bob Marley & The Wailers-től. 1979-ben jelent meg.

## Számok
A számokat a megjelöltek kivételével Bob Marley írta.

### A oldal
1. "So Much Trouble in the World" – 4:00
2. "Zimbabwe" – 3:51
3. "Top Rankin'" – 3:11
4. "Babylon System" – 4:21
5. "Survival"  – 3:54

### B oldal
1. "Africa Unite" – 2:55
2. "One Drop" – 3:51
3. "Ride Natty Ride" – 3:51
4. "Ambush in the Night" – 3:14
5. "Wake Up and Live" (Marley/Davis)  – 5:00

## Előlap
Az elülső borító tetején egy Brookes-rabszolgahajó gravirozása látható. Az alábbiakban 48 zászló látható, amelyek közül 15 mára 2023-ban elavult (ezek a zászlók dőlt betűvel vannak felsorova).
A nemzeti zászló helyett Zimbabwét (az album megjelenése idején Zimbabwe Rhodesia) két politikai zászló képviseli. A borítón Pápua Új-Guinea zászlaja is látható, az egyetlen nem afrikai ország a műalkotáson.
| Kenya              | Angola            | Elefántcsontpart | Etiópia                   | Csád                 | Egyiptom           | Ghána      |
| Szenegál           | Sierra Leone      | Kamerun          | Tunézia                   | Niger                | Nigéria            | Guinea     |
| Gambia             | Szomália          | Felső-Volta      | Zaire                     | Bissau-Guinea        | Libéria            | Szváziföld |
| Madagaszkár        | Togo              | Mozambik         | Közép-afrikai Köztársaság | Zimbabwe (ZAPU)      | Seychelle-szigetek | Zambia     |
| Lesotho            | Uganda            | Algéria          | Mali                      | Szudán               | Botswana           | Marokkó    |
| Kongói Köztársaság | Tanzánia          | Burundi          | Zimbabwe (ZANU)           | Mauritius            | Mauritánia         | Gabon      |
| Benin              | Egyenlítői-Guinea | Pápua Új-Guinea  | Malawi                    | São Tomé és Príncipe | Dzsibuti           | Ruanda     |

1. ↑  Most az Etióp Szövetségi Demokratikus Köztársaság.
2. ↑  Most Burkina Faso.
3. ↑  Most a Kongói Demokratikus Köztársaság.
4. ↑  Most Eswatini.
5. ↑  Most a Kongói Köztársaság
6. ↑  A zászló fejjel lefelé látható az elülső borítón, és sötétebb kék árnyalatot visel.

Öt afrika ország volt, amelynek zászlója nem szerepelt az első borítón, pedig már az album megjelenésekor is szuverének voltak, annak ellenére, hogy az albummal együtt kapott plakáton szerepelnek:
- Comore-szigetek
- Dél-afrikai Köztársaság (amely akkor Apartheid alatt állt)
- Líbia
- Nyugat-Szahara
- Réunion
- Zöld-foki Köztársaság

Az album megjelenése óta további három ország szerzett szuverenitást:
- Namíbia (1990)
- Eritrea (1993)
- Dél-Szudán (2011)

## Külső hivatkozások
- https://web.archive.org/web/20070915064536/http://www.roots-archives.com/release/129